# Kampung Melayu (Tambelan)
Kampung Melayu is een bestuurslaag in het regentschap Bintan van de provincie Riau-archipel, Indonesië. Kampung Melayu telt 629 inwoners (volkstelling 2010).